# Epworth (Iowa)
Epworth – miasto w Stanach Zjednoczonych, w stanie Iowa, w hrabstwie Dubuque. W 2000 roku liczyło 1589 mieszkańców.